# Ouvelka
L'Ouvelka (en russe : Увелька) est une rivière de Russie, qui arrose l'oblast de Tcheliabinsk. C'est un affluent de la rivière Ouï en rive gauche, donc un sous-affluent de l'Ob par l'Ouï, puis par la Tobol et enfin par l'Irtych.

## Géographie
L'Ouvelka naît en Russie sur les pentes sud-orientales des monts Oural. Il coule globalement du nord-ouest vers le sud-est. Il se jette dans l'Ouï en rive gauche au niveau de la ville de Troïtsk. 
Le bassin versant de la rivière s'étend sur quelque 4 700 km2.
Peu abondant et très irrégulier, son module observé à 100 kilomètres de son point de confluence se monte à 4,3 mètres cubes par seconde.

## Villes traversées
- Krasnogorski
- Ioujnoouralsk
- Troïtsk est située au niveau de la confluence de l'Ouvelka avec l'Ouï.

## Hydrométrie - Les débits à Krasnoselskoïe
Le débit de la rivière a été observé pendant 28 ans (période allant de 1956 à 1989) à Krasnoselskoïe, localité jouxtant la ville de Krasnogorski et située à 100 kilomètres en amont de la confluence avec l'Ouï. 
À Krasnoselskoïe, le débit annuel moyen ou module observé sur cette période était de 4,30 m3/s pour une surface de drainage de 3 620 km2, soit environ 75 % de la totalité du bassin versant de la rivière. La lame d'eau d'écoulement annuel dans cette partie du bassin - de loin la plus importante du point de vue de l'écoulement -, se montait de ce fait à 37,5 millimètres, ce qui peut être considéré comme médiocre, mais est typique des régions peu arrosées du sud-est de l'Oural, proches de l'Asie centrale.
Le débit moyen mensuel observé en février (minimum d'étiage) est de 0,43 m3/s, soit moins de 2 % du débit moyen du mois d'avril (28,6 m3/s), ce qui souligne l'amplitude extrêmement élevée des variations saisonnières. Sur la durée d'observation de 28 ans, le débit mensuel minimal a été de 0,0 m3/s en février 1969 (arrêt total de l'écoulement), tandis que le débit mensuel maximal s'élevait à 71,1 m3/s en avril 1972.